# Sanne Langelaar
Sanne Langelaar (Rotterdam, 22 april 1984) is een Nederlands actrice. Ze is onder meer te zien in Michiel de Ruyter, Dagboek van een callgirl en de serie Swanenburg.

## Biografie
Na het atheneum aan Het Rijnlands Lyceum Oegstgeest en haar studie communicatiestudies aan de Universiteit Utrecht (2002–2007) studeerde Langelaar in 2013 af aan de Amsterdamse Toneelschool & Kleinkunst Academie.
Zij was te zien in verschillende series zoals Hoogvliegers, Sluipschutters, Het Klokhuis, Project Orpheus en Verliefd op Ibiza. Ook speelde zij een hoofdrol in de serie Dagboek van een callgirl en de NPO-serie Swanenburg.
In 2014 brak zij door bij het grote publiek met haar hoofdrol in de historische speelfilm Michiel de Ruyter. Daarna volgden rollen in de speelfilms Fake, Of ik gek ben, De terugkeer van de wespendief, Alles is zoals het zou moeten zijn en Groeten van Gerri.
Daarnaast schrijft zij aan scenario's voor film en televisie.

## Privé
Langelaar woont samen met David Lucieer en is moeder van twee zonen.

## Trivia
- Voor haar rol als dove Française in de film All Stars 2 : Old stars leerde zij Franse gebarentaal.
- Voor de film Of ik gek ben schreef en zong Langelaar het nummer Regenboog. Kyteman voorzag het nummer van muziek.
- Langelaar is vegetariër.